# Laxfordian
Das Laxfordian war ein tektonothermisches Ereignis, das im Paläoproterozoikum das polymetamorphe Grundgebirge des Hebriden-Terrans verformte und metamorphosierte.

## Etymologie

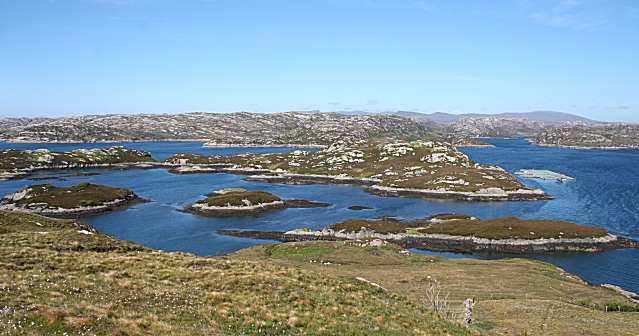
Die Typlokalität Loch Laxford

Das Laxfordian leitet sich vom Loch Laxford, seiner eponymen, an der Nordwestküste Schottlands gelegenen Typlokalität ab.  Das Wort stammt wider Erwarten nicht aus dem Englischen, sondern geht auf die Wikinger zurück. Im Altnorwegischen bedeutet Lax die Fischart Lachs und Ford bezeichnet einen Fjord. Der Loch Laxford war also ein an Lachsen reiches Gewässer.

## Erstbeschreibung
Der Begriff wurde erstmals 1951 von J. Sutton und J. Watson in die Fachliteratur eingeführt.

## Einführung
Der Zeitabschnitt 2000 bis 1600 Millionen Jahren BP war weltweit durch ein Zusammenrücken kontinentaler Blöcke und die Entwicklung aktiver Kontinentalränder charakterisiert. Im ausgehenden Paläoproterozoikum ereignete sich somit ein forciertes Wachstum der Kontinentalränder durch Orogenesen. Diese orogenetische Aktivität wird in Nordwestschottland durch das Laxfordian repräsentiert. Durch das endgültige Aneinanderrücken der einzelnen, aus archaischen Gneisen des Lewisians bestehenden Terranblöcke, insbesondere des Rhiconich-, Assynt- und Gruinard-Terrans, kam es zu Deformation und Metamorphose des Grundgebirges.

## Charakterisierung
Das Laxfordian ereignete sich nach Eindringen der mafischen Scourie dykes. Die Metamorphose erreichte generell den Grad der Amphibolit-Fazies, auf den Äußeren Hebriden und im Assynt-Terran sogar die Granulit-Fazies. Es kam zu regionaler Verfaltung und Krustenverdickung. Ferner bildeten sich rechtsseitig verschiebende Scherzonen, die ein transpressives tektonisches Regime zu erkennen geben. Viele dieser Scherzonen, wie beispielsweise die Laxford-Scherzone oder die Diabaig-Scherzone, sind an steilstehende Schwächezonen des vorausgegangenen Inverians gebunden. Auf den Äußeren Hebriden liegen die Scherzonen jedoch flach.

## Vorkommen und Auswirkungen
Die Tektono-Metamorphose des Laxfordians betraf vor allem das Rhiconich- und das Assynt-Terran. Sie veränderte die Scourie Dykes, die Loch Maree Group, die 1855 Millionen Jahre alten Rubha-Ruadh-Granite im Rhiconich-Terran (die zu ptygmatischen Falten auseinandergezogen und boudiniert wurden) und überprägte generell die Gesteine des Lewisians.
Die Auswirkungen des Laxfordians waren aber terranabhängig. So wurde das Assynt-Terran nur abgeschwächt in Mitleidenschaft gezogen, wohingegen im Rhiconich-Terran die Veränderungen durchgehender Natur waren. Im Assynt-Terran liegt die Foliation der Gneise überregional vorwiegend flach –  abgesehen von lokalen Faltenzonen mit Strukturen des Badcallians und Inverians. Die Scourie dykes sind unverformt. Die Deformationen des Laxfordians konzentrierten sich hier auf diskrete, vorwiegend Nordwest-Südost-streichende Scherzonen. Diese zeigen steiles Einfallen und sind nur mehrere Meter breit. Unter amphibolitfaziellen Bedingungen entstanden planare und lineare Gefüge und ursprüngliche Pyroxene wurden zu Hornblende rückgebildet (statische Überprägung granulitfazieller Gefüge).
Die kinematischen Auswirkungen auf das Rhiconich-Terran waren wesentlich bedeutender. Es entstand ein durchgehender, relativ flach liegender, Nord-vergenter Faltenbau, der im Strath-Dionard-Antiklinorium kulminiert. Die Scourie dykes wurden in die Foliation hineinrotiert, verfaltet (ihr Faltenbau zeigt ebenfalls Nordvergenz), ausgelängt, zerschert und boudiniert. Migmatitvorkommen und vereinzelte Granitadern deuten auf Anatexis. Nach Durchqueren der Rubha-Ruadh-Ganitzone in südlicher Richtung versteilt sich der Faltenbau im Kontaktbereich mit dem Assynt-Terran.
Als Erklärung der tektonischen Strukturen wird ein schräges, transpressives Andocken der granulitfaziellen Gneise des Assynt-Terrans von Südsüdost angenommen.

## Physikalische Bedingungen
Sills (1983) ermittelte in Scherzonen anhand von Muskoviten die bei der Metamorphose erzielten Temperaturen mit > 500 °C. Droop u. a. (1999) fanden für den Spitzenbereich der Metamorphose Werte von 530 bis 630 °C, ihre Messungen hatten sie hierbei an Metapeliten der Loch Maree Group vorgenommen.

## Datierung
Das radiometrische Alter des Laxfordians konnte anhand von Titanitneubildungen im Amphibolitgefüge auf 1740 Millionen Jahre BP bestimmt werden. Dallmeyer und Kollegen (2001) fanden ein Hornblende-Abkühlalter von 1705 Millionen Jahren BP. Kinny und Kollegen (2005) ermittelten mit der Uran-Blei-Methode an Zirkon und Titanit das Intervall 1790 bis 1670 Millionen Jahre BP.
Anmerkung: Ältere Arbeiten weisen für das Laxfordian vier Deformationsphasen (D1 bis D4) aus, die sich über den Zeitraum 1900 bis 1150 Millionen Jahren BP erstrecken. Demnach erfolgte die Terranandockung erst um 1600 Millionen Jahren BP während der Phase D2 (untere Amphibolit-Fazies; rechtsseitige Transpression mit nordvergenten Aufschiebungen und steilstehendem Faltenbau). Die Phase D3 (um 1400 Millionen Jahren BP) fand bereits unter den physikalischen Bedingungen der oberen Grünschiefer-Fazies statt und mit D4 (1400 bis 1150 Millionen Jahre BP) wurde schließlich der duktile Bereich der mittleren Erdkruste endgültig verlassen; die Verformung erfolgte nun in der Oberkruste anhand linksseitiger Seitenverschiebungen und unter den Bedingungen der unteren Grünschiefer-Fazies.